# Christine Charlotte av Württemberg

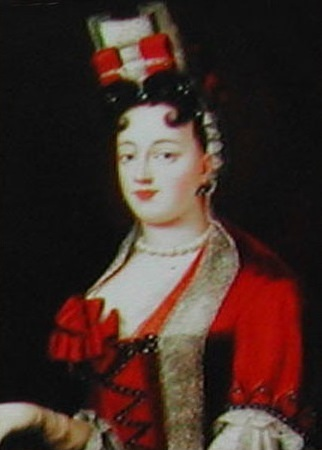
Christine Charlotte av Württemberg.

Christine Charlotte av Württemberg född 1645, död 1699, var en furstinna av Ostfriesland, gift 1662 med furst Georg Christian av Ostfriesland. Hon var Ostfrieslands regent som förmyndare för sin son från 1665 till 1690.  

## Biografi
Christine Charlotte var dotter till Eberhard III av Württemberg och Anna Dorothea av Salm-Kyburg. Hon beskrivs som vacker, intelligent och vältalig, men också som dominant, kompromisslös och slösaktig. Hon fick två döttrar, som dog strax efter födelsen, och var vid makens död gravid med en son, som hon födde fyra månader efter att hon blivit änka. Som mor till statens framtida monark utnämndes hon till regent. 
Hon försökte styra Ostfriesland som en rent absolutistisk monarki, vilket ledde till så svåra konflikter att landet vid flera tillfällen var nära ett inbördeskrig. Hon skötte de förhandlingar som år 1666 slutligen fastställde den otydliga gränsen mellan staterna Ostfriesland och Oldenburg. Hon drog sig 1690 tillbaka till sitt änkegods Berum.